# Varese Football Club 1997-1998
Questa pagina raccoglie le informazioni riguardanti il Varese Football Club nelle competizioni ufficiali della stagione 1997-1998.

## Stagione
Nella stagione 1997-98 il Varese ha disputato il girone A del campionato di Serie C2, con 63 punti ha vinto il torneo ed ha conquistato la promozione in Serie C1, accompagnato dal Cittadella che ha vinto i playoff.

## Rosa
| N. |                   | Ruolo | Calciatore           |
| -- | ----------------- | ----- | -------------------- |
|    | Italia (bandiera) | C     | Valentino Angeloni   |
|    | Italia (bandiera) | P     | Christian Berretta   |
|    | Italia (bandiera) | C     | Mauro Borghetti      |
|    | Italia (bandiera) | A     | Valerio Bovio        |
|    | Italia (bandiera) | P     | Maurizio Brancaccio  |
|    | Italia (bandiera) | A     | Marco Cavicchia      |
|    | Italia (bandiera) | D     | Stefano Citterio     |
|    | Italia (bandiera) | D     | Alessio De Stefani   |
|    | Italia (bandiera) | D     | Luciano Dondo        |
|    | Italia (bandiera) | C     | Alessandro Ferronato |
|    | Italia (bandiera) | C     | Mavillo Gheller      |
|    | Italia (bandiera) | D     | Edoardo Gorini       |

| N. |                   | Ruolo | Calciatore            |
| -- | ----------------- | ----- | --------------------- |
|    | Italia (bandiera) | C     | Leonardo Malaguti     |
|    | Italia (bandiera) | C     | Marco Nichetti        |
|    | Italia (bandiera) | A     | Ferdinando Piro       |
|    | Italia (bandiera) | C     | Gianluca Porro        |
|    | Italia (bandiera) | A     | Davide Possanzini     |
|    | Italia (bandiera) | A     | Massimo Sala          |
|    | Italia (bandiera) | C     | Ibrahiman Scandroglio |
|    | Italia (bandiera) | D     | Christian Terni       |
|    | Italia (bandiera) | D     | Ivan Tolotti          |
|    | Italia (bandiera) | C     | Luca Tutone           |
|    | Italia (bandiera) | P     | Igor Grassi           |

## Risultati

### Campionato

#### Girone di andata
| 31 agosto 1997 1ª giornata | Novara | 0 – 2 | Varese |  |

| 7 settembre 1997 2ª giornata | Varese | 1 – 0 | Cremapergo |  |

| 14 settembre 1997 3ª giornata | Mestre | 2 – 0 | Varese |  |

| 21 settembre 1997 4ª giornata | Varese | 2 – 1 | Voghera |  |

| 28 settembre 1997 5ª giornata | San Donà | 0 – 0 | Varese |  |

| 5 ottobre 1997 6ª giornata | Varese | 3 – 1 | Ospitaletto |  |

| 12 ottobre 1997 7ª giornata | Varese | 1 – 0 | Mantova |  |

| 26 ottobre 1997 8ª giornata | Triestina | 2 – 2 | Varese |  |

| 2 novembre 1997 9ª giornata | Varese | 1 – 0 | Pro Vercelli |  |

| 9 novembre 1997 10ª giornata | Albinese | 0 – 2 | Varese |  |

| 16 novembre 1997 11ª giornata | Varese | 1 – 0 | Solbiatese |  |

| 23 novembre 1997 12ª giornata | Pro Patria | 1 – 1 | Varese |  |

| 7 dicembre 1997 13ª giornata | Biellese | 1 – 1 | Varese |  |

| 14 dicembre 1997 14ª giornata | Varese | 0 – 0 | Cittadella |  |

| 21 dicembre 1997 15ª giornata | Pro Sesto | 1 – 2 | Varese |  |

| 28 dicembre 1997 16ª giornata | Varese | 0 – 0 | Giorgione |  |

| 11 gennaio 1998 17ª giornata | Leffe | 1 – 1 | Varese |  |

#### Girone di ritorno
| 18 gennaio 1998 18ª giornata | Varese | 1 – 0 | Novara |  |

| 25 gennaio 1998 19ª giornata | Cremapergo | 0 – 2 | Varese |  |

| 1º febbraio 1998 20ª giornata | Varese | 1 – 2 | Mestre |  |

| 8 febbraio 1998 21ª giornata | Voghera | 1 – 1 | Varese |  |

| 15 febbraio 1998 22ª giornata | Varese | 1 – 0 | San Donà |  |

| 22 febbraio 1998 23ª giornata | Ospitaletto | 0 – 4 | Varese |  |

| 8 marzo 1998 24ª giornata | Mantova | 2 – 1 | Varese |  |

| 15 marzo 1998 25ª giornata | Varese | 1 – 0 | Triestina |  |

| 22 marzo 1998 26ª giornata | Pro Vercelli | 1 – 1 | Varese |  |

| 29 marzo 1998 27ª giornata | Varese | 0 – 0 | Albinese |  |

| 5 aprile 1998 28ª giornata | Solbiatese | 0 – 1 | Varese |  |

| 11 aprile 1998 29ª giornata | Varese | 1 – 1 | Pro Patria |  |

| 19 aprile 1998 30ª giornata | Varese | 0 – 0 | Biellese |  |

| 26 aprile 1998 31ª giornata | Cittadella | 1 – 1 | Varese |  |

| 3 maggio 1998 32ª giornata | Varese | 2 – 1 | Pro Sesto |  |

| 10 maggio 1998 33ª giornata | Giorgione | 0 – 0 | Varese |  |

| 17 maggio 1998 34ª giornata | Varese | 1 – 1 | Leffe |  |